# Llista de monuments de València
Llista de monuments de València inscrits en l'Inventari General del Patrimoni Cultural Valencià.

Districtes de València

La llista es divideix en llistes per districtes:
1. Llista de monuments de Ciutat Vella (València)
2. Llista de monuments de l'Eixample (València)
3. Llista de monuments d'Extramurs (València)
4. Llista de monuments de Campanar (València)
5. Llista de monuments de la Saïdia (València)
6. Llista de monuments del Pla del Real (València)
7. Llista de monuments de l'Olivereta (València)
8. Llista de monuments de Patraix (València)
9. Llista de monuments de Jesús (València)
10. Llista de monuments de Quatre Carreres (València)
11. Llista de monuments de Poblats Marítims (València)
12. Llista de monuments de Camins al Grau (València)
13. Llista de monuments d'Algirós (València)
14. Llista de monuments de Benimaclet (València)
15. Llista de monuments de Rascanya (València)
16. Llista de monuments de Benicalap (València)
17. Llista de monuments de Pobles del Nord (València)
18. Llista de monuments de Pobles de l'Oest (València)
19. Llista de monuments de Pobles del Sud (València)

A continuació es mostren altres elements no assignables per districte.

## Monuments d'interés local
Monuments declarats com a Béns immobles de rellevància local (BRL), inscrits en la secció 2a de l'Inventari General del Patrimoni Cultural Valencià.
| Monument                | Prot.? | Estil/època | Localització | Coordenades                                          | Codi?         | Imatge |
| ----------------------- | ------ | ----------- | ------------ | ---------------------------------------------------- | ------------- | --- |
| Pont de l'Àngel Custodi | BRL    |             | València     | 39° 27′ 48″ N, 0° 21′ 37″ O / 39.463367°N,0.360242°O | 46.15.250-346 | Pont de l'Àngel Custodi (València) · Vegeu més fotos d'aquest monument · Carregueu una nova foto d'aquest monument |
| Pont de la Mar          | BRL    |             | València     | 39° 28′ 13″ N, 0° 21′ 48″ O / 39.470295°N,0.363332°O | 46.15.250-265 | Pont de la Mar (València) · Vegeu més fotos d'aquest monument · Carregueu una nova foto d'aquest monument          |

## Espais etnològics d'interés local
| Monument                         | Prot.? | Estil/època | Localització | Coordenades                                          | Codi?           | Imatge |
| -------------------------------- | ------ | ----------- | --- | ---------------------------------------------------- | --------------- | --- |
| Séquia de Favara                 | BRL    |             | València Actualment dividida en dos trams: traçat de Favara esquerra en Google Earth/Maps, traçat de Favara dreta a Google Earth/Maps | 39° 29′ 06″ N, 0° 25′ 53″ O / 39.485°N,0.431389°O    | 46.250.250-1024 | Séquia de Favara · Vegeu més fotos d'aquest monument · Carregueu una nova foto d'aquest monument                 |
| Séquia de Mestalla               | BRL    |             | València Tradicionalment regava la zona al nord del Túria més propera a la ciutat, des de Campanar fins al Cabanyal i la Malva-rosa   | 39° 29′ 50″ N, 0° 27′ 16″ O / 39.497241°N,0.454436°O | 46.250.250-1023 | Séquia de Mestalla · Vegeu més fotos d'aquest monument · Carregueu una nova foto d'aquest monument               |
| Séquia de Mislata                | BRL    |             | València Vegeu el traçat actual a Google Earth/Maps                                                                                   | 39° 29′ 29″ N, 0° 27′ 02″ O / 39.4913°N,0.450564°O   | 46.250.250-1022 | Séquia de Mislata · Vegeu més fotos d'aquest monument · Carregueu una nova foto d'aquest monument                |
| Séquia de Montcada               | BRL    |             | València | 39° 32′ 27″ N, 0° 22′ 08″ O / 39.540756°N,0.368908°O | 46.250.250-1019 | Séquia de Montcada · Vegeu més fotos d'aquest monument · Carregueu una nova foto d'aquest monument               |
| Séquia de l'Or                   | BRL    |             | València Vegeu el traçat a Google Earth/Maps                                                                                          | 39° 29′ 45″ N, 0° 25′ 22″ O / 39.495942°N,0.422691°O | 46.250.250-1027 | Séquia de l'Or · Vegeu més fotos d'aquest monument · Carregueu una nova foto d'aquest monument                   |
| Séquia de Quart-Benàger-Faitanar | BRL    |             | València Veure el traçat de la Séquia de Quart en Google Earth/Maps.                                                                  |                                                      | 46.250.250-1020 | Séquia de Quart-Benàger-Faitanar · Vegeu més fotos d'aquest monument · Carregueu una nova foto d'aquest monument |
| Séquia de Rascanya               | BRL    |             | València | 39° 29′ 45″ N, 0° 25′ 22″ O / 39.495942°N,0.422691°O | 46.250.250-1025 | Séquia de Rascanya · Vegeu més fotos d'aquest monument · Carregueu una nova foto d'aquest monument               |
| Séquia de Rovella                | BRL    |             | València | 39° 29′ 45″ N, 0° 25′ 22″ O / 39.495942°N,0.422691°O | 46.250.250-1026 | Séquia de Rovella · Vegeu més fotos d'aquest monument · Carregueu una nova foto d'aquest monument                |
| Séquia de Tormos                 | BRL    |             | València Recorregut actual de la Séquia en Google Earth/Maps.                                                                         |                                                      | 46.250.250-1021 | Séquia de Tormos · Vegeu més fotos d'aquest monument · Carregueu una nova foto d'aquest monument                 |